# قادی‌کلا (قائم‌شهر)
قادی‌، روستایی  از توابع بخش مرکزی شهرستان قائم‌شهر در استان مازندران در ایران است.

## جمعیت
این روستا در نوکندکلا قرار داشته و براساس آخرین سرشماری مرکز آمار ایران که در سال ۱۳۸۵ صورت گرفته، جمعیت آن ۲۴۱نفر (۶۶خانوار) بوده‌است.